# Pedraza (Spanje)

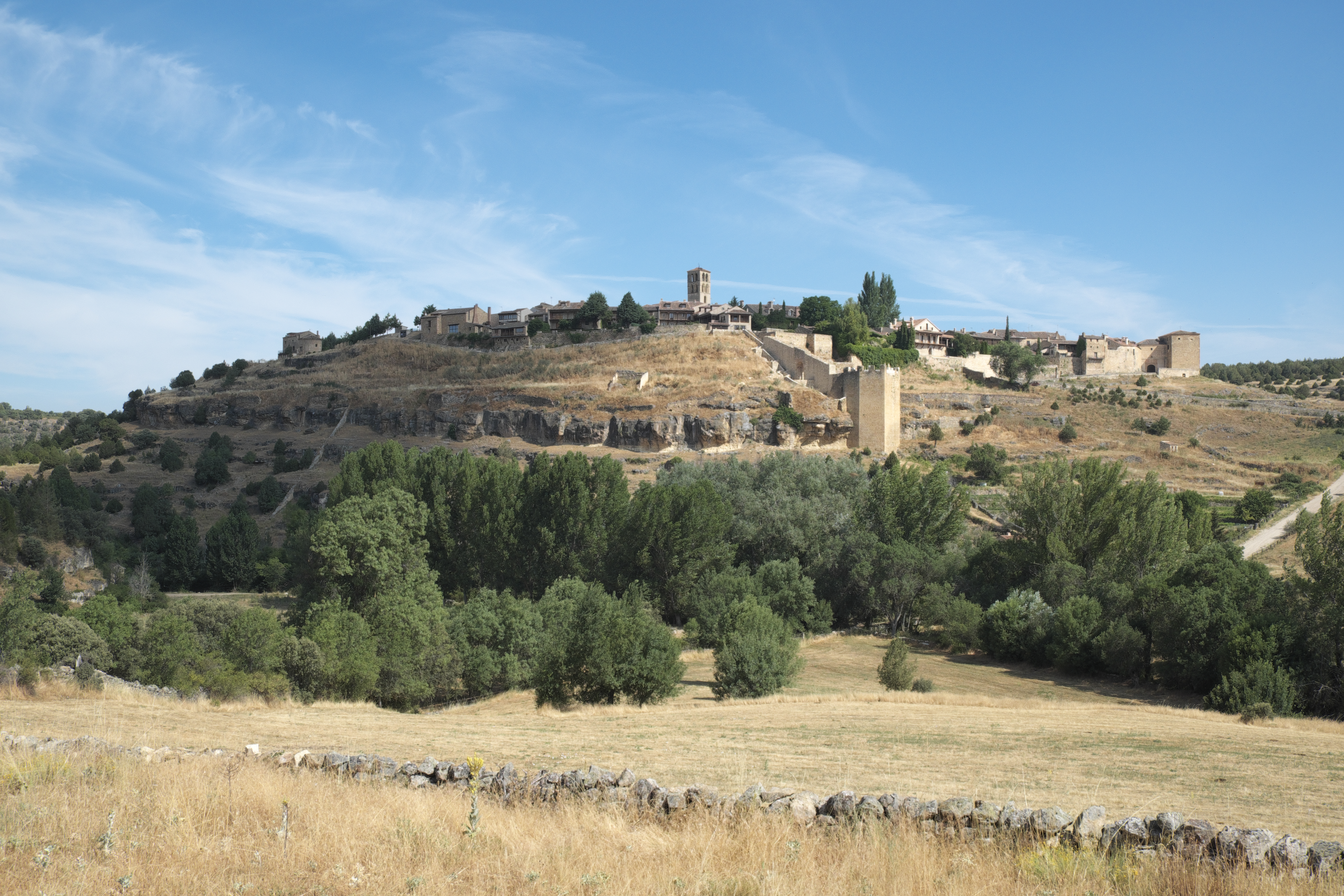

Pedraza is een gemeente en plaats in de Spaanse provincie Segovia in de regio Castilië en León. De gemeente, waartoe ook de dorpen Rades de Abajo en La Velilla behoren, telde 349 inwoners in 2024.	Met zeventien andere gemeenten maakt ze deel uit van de Comunidad de Villa y Tierra de Pedraza. De plaats heeft haar historische karakter en ommuringen goed bewaard. In 1951 kreeg ze erfgoedbescherming als historisch geheel.

## Ligging
Pedraza ligt op een rotsige heuvel in een uitloper van de Sierra de Guadarrama, op een kleine veertig kilometer van Segovia. De heuvel ligt 1068 m boven de zeespiegel. Errond stroomt de Vadillo, die even verder uitmondt in de rivier de Cega.

## Geschiedenis
Aardewerk toont aan dat er in de 4e eeuw v.Chr. Keltiberiërs op de heuvel woonden. Toen het koninkrijk Castilië tijdens de Reconquista van de 11e eeuw de taifa Toledo veroverde, werd het dunbevolkte gebied een grensstreek waar christenen werden gevestigd. Op de weinig vruchtbare gronden werden vooral koeien en schapen geweid. Fernando Gómez de Albornoz werd in 1369 door koning Hendrik II van Castilië beleend met Pedraza, dat voortaan geen koninklijk domein meer was. Vervolgens viel het dorp toe aan de adellijke familie Herrera en eind 15e eeuw aan het huis Velasco, dat de condestables van Castilië leverde. De eerste van hen was Bernardino Fernández de Velasco y Mendoza, hertog van Frías. Onder zijn neef Pedro Fernández de Velasco y Tovar zaten de Franse koningskinderen Frans en Hendrik in 1529 gevangen in het onherbergzame kasteel van Pedraza de la Sierra.
Het stadje kende in die periode een snelle ontwikkeling. De condestables maakten er hun hof en verschillende edellieden bouwden er huizen. Ook rijke merinokwekers en -bewerkers kwamen zich er vestigen, want Pedraza lag op de trekroutes van de Mesta en zo kregen ze toegang tot de communale weidegronden. 
Na de bloeitijd van de 16e en de 17e eeuw begon Pedraza achteruit te gaan. De veeteelt raakte in crisis en na de afschaffing van de feodaliteit in 1811 werd het kasteel verlaten. Waar er in de 19e eeuw nog een duizendtal inwoners waren, daalde hun aantal vanaf de jaren '60 snel. Historische panden werden opgekocht als tweede verblijf en toerisme begon de traditionele ativiteiten te vervangen. In 1996 kreeg Pedraza een conservatieprijs van Europa Nostra en in 2014 werd het opgenomen onder de mooiste dorpen van Spanje (Los Pueblos más Bonitos de España).

## Bezienswaardigheden
De historische stadskern, met de galerijen langs de straten, is als geheel bezienswaardig.  
- Op de centrale Plaza Mayor worden in juli concerten bij kaarslicht gehouden (Noche de las Velas).
- De Iglesia San Juan Bautista is een kerk met een romaanse toren en een barok interieur.
- Het stadhuis op de Plaza Mayor.
- De hoofdstraat Calle Real.
- De middeleeuwse Puerta de la Villa, in de 16e eeuw verbouwd, is de enige doorgang in de stadsmuren.
- In de historische gevangenis (cárcel) zijn twee houten cellen bewaard.
- Vlak buiten de omwallingen ligt het kasteel van Pedraza, met in een toren daarvan het Museo Ignacio Zuloaga.